# هيمينغ هانسن
هيمينغ هانسن (بالدنماركية: Hemming Hansen)‏ (2 مايو 1884 – 2 سبتمبر 1964) هو ملاكم دنماركي راحل، مثّل بلاده في الألعاب الأولمبية الصيفية 1908.

## روابط خارجية
هيمينغ هانسن على موقع بوكس ريك (الإنجليزية) (registration required)
- هيمينغ هانسن على موقع أوليمبيديا (الإنجليزية)